# ヘンク・デュット
ヘンク・デュット（Henk Duut、1964年1月14日 - ）は、オランダの元サッカー選手、指導者。

## 来歴
選手時代は、オランダのフェイエノールト、フォルトゥナ・シッタートでプレー。フェイエノールト時代にはエールディヴィジで1983/84シーズンに優勝した。また、U-20オランダ代表として1983 FIFAワールドユース選手権にも出場。全4試合に出場し、ソビエト連邦戦で1得点を決めた。
選手引退後は、古巣のフォルトゥナ・シッタートでピム・ファーベークやベルト・ファン・マルワイクの下でコーチとして経験を積み、2000年夏に監督となった。その後、2002年に大宮アルディージャの監督に就任した。1年間監督を務め、J2で12チーム中6位だった。その後は、ピム・ファーベークの下でオランダ領アンティル代表（2003年10月-2004年6月）やオーストラリア代表（2008年7月-2010年6月）のコーチを務めた。